# Livet-sur-Authou
Livet-sur-Authou település Franciaországban, Eure megyében. Lakosainak száma 165 fő (2022. január 1.). Livet-sur-Authou Authou, Brétigny, Freneuse-sur-Risle és Neuville-sur-Authou községekkel határos.

## Népesség
A település népességének változása:
| Lakosok száma | 172  | 178  | 126  | 134  | 147  | 147  | 150  | 159  | 161  | 165  |
|               | 1968 | 1982 | 1990 | 2006 | 2013 | 2015 | 2017 | 2019 | 2020 | 2022 |